# Dziennik (program telewizyjny)
Dziennik – program informacyjny emitowany w telewizji TV4 od początku jej powstania o godzinie 17.45 (wieczorne wydanie 21.50). Co godzinę emitowany był także Flesz. W maju 2003 roku program zmienił swoją formę oraz godzinę emisji. Głównymi prowadzącymi byli Hanna Smoktunowicz, Diana Rudnik, Iwona Kutyna, Małgorzata Prokopiuk-Kępka, Artur Kaczmarski. Wraz ze zmianami wizerunkowymi zrezygnowano z Flesza emitowanego też w Polsacie 2. Emitowany był o godz. 21:00. 11 października 2004 roku program został zastąpiony przez Wydarzenia TV4. Początkowo wydania fleszowe pojawiały się w przerwie programu i trwały 80 sekund w dni robocze i trwały do godziny 16:00.